# یوئی ناتسوکاوا
یوئی ناتسوکاوا (به ژاپنی: Yui Natsukawa) (زادهٔ ۱ ژوئن ۱۹۶۸) هنرپیشه اهل ژاپن است.